# Такаки, Норио
Норио Такаки (яп. 高木 典雄 Такаки Норио, ромадзи Noriwo Takaki; 1915—2006) — японский бриолог, исследователь бриофлоры Японских островов, первый президент Японского бриологического общества.

## Краткая биография
Норио Такаки родился в 1915 году на юге Японии в префектуре Кумамото. Высшее образование Такаки получил в Токийском университете гуманитарных и естественных наук (в настоящее время Цукубский университет), где он изучал бриологию под руководством доктора Кюити Сакураи.
В 1955 году он защитил докторскую диссертацию, посвящённую мхам семейства Brachytheciaceae: «Исследования семейства Brachytheciaceae в Японии и прилегающих районах» («Researches on the Brachytheciaceae of Japan and its adjacent areas»).
В течение длительного времени он входил в состав правления ботанической лаборатории Хаттори (Hattori Botanical Laboratory).
В 1972 году, когда было организовано Японское бриологическое общество, Норио Такаки стал его первым президентом.
Норио Такаки опубликовал около 250 работ по бриологии. Наиболее важные из них касаются азиатских представителей семейства Dicranaceae; в частности, им были произведены ревизии таких распространённых в Японии родов, как Trematodon, Dicranum, Dicranoloma, Campylopus, Campylopodiella.
Занимая должность профессора ботаники в Нагойском университете, уделял большое внимание проблемам охраны окружающей среди.

## Такакия
В августе 1956 года Такаки обнаружил в расщелине скалы около вершины горы Гаки на высоте 2600 метров над уровнем моря небольшое необычное растение, похожее на мхи. Образец он послал другому японскому бриологу профессору доктору Синсукэ Хаттори. В 1958 году в журнале Journal of the Hattori Botanical Laboratory была опубликована статья Синсукэ Хаттори и Хироси Иноуэ «Preliminary report on Takakia lepidozioides», в ней они описали новый вид мхов, выделив его в отдельный род по причине существенного числа особенностей. Этот новый род был ими назван Takakia в честь Норио Такаки. Этот род сейчас выделен в отдельное семейство Takakiaceae (Такакиевые), отдельный порядок Takakiales (Такакиевые), отдельный класс Takakiopsida (Такакиевые мхи). Некоторыми исследователями этот класс выделялся в самостоятельный отдел Takakiophyta, однако обнаружение антеридиев и спорофитов дало основание отнести их ко мхам.